# خليفة حمد خميس
خليفة حمد خميس (مواليد 21 أبريل 1966) مبارز سيف الشيش بحريني. نافس في مسابقة مبارزة سيف الشيش في دورة الألعاب الأولمبية الصيفية 1988.

## روابط خارجية
- خليفة حمد خميس على موقع الاتحاد الدولي للمبارزة (الإنجليزية)
- خليفة حمد خميس على موقع أوليمبيديا (الإنجليزية)